# Leonhard Wagner

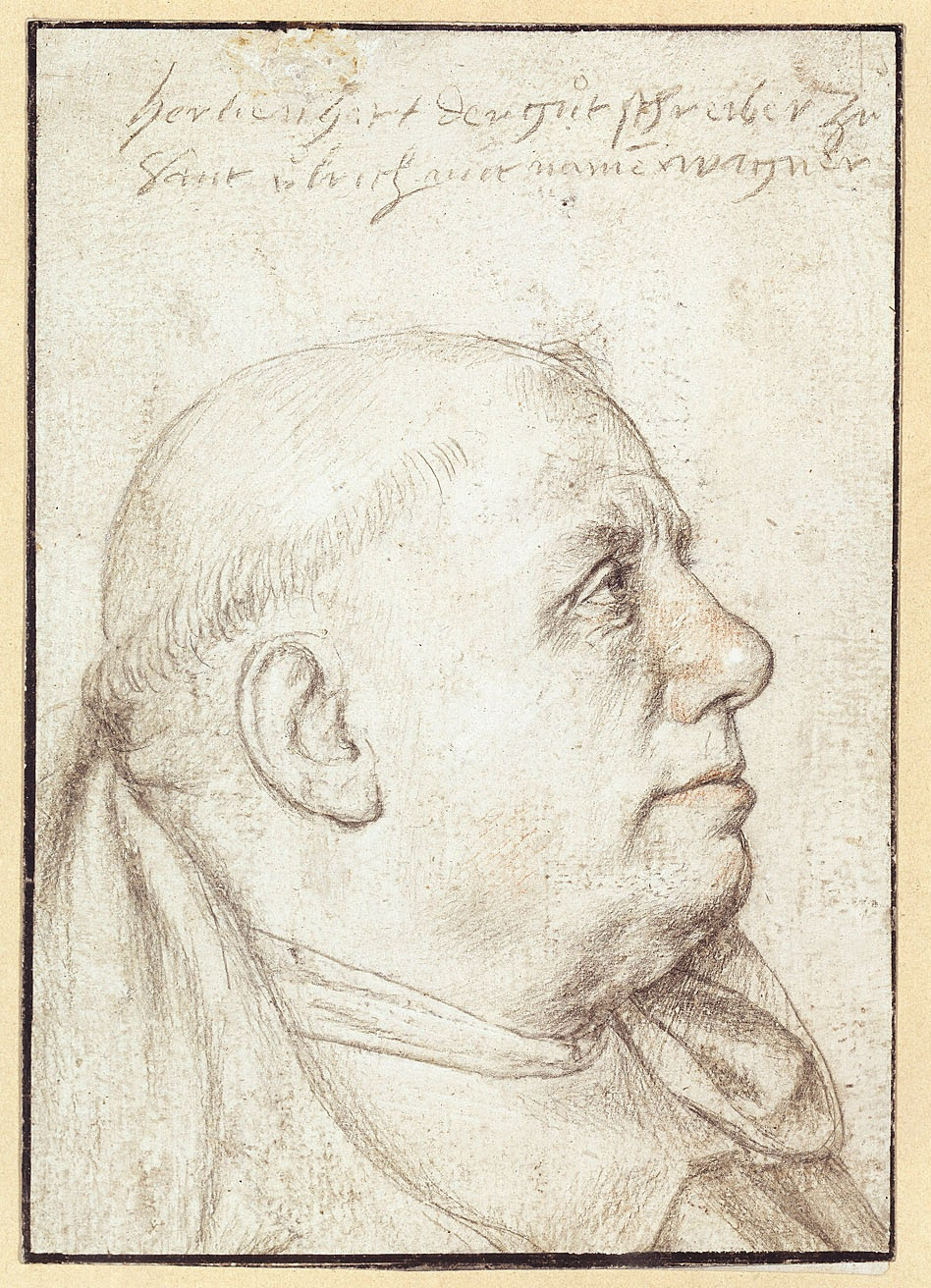
Zeichnung von Hans Holbein dem Älteren

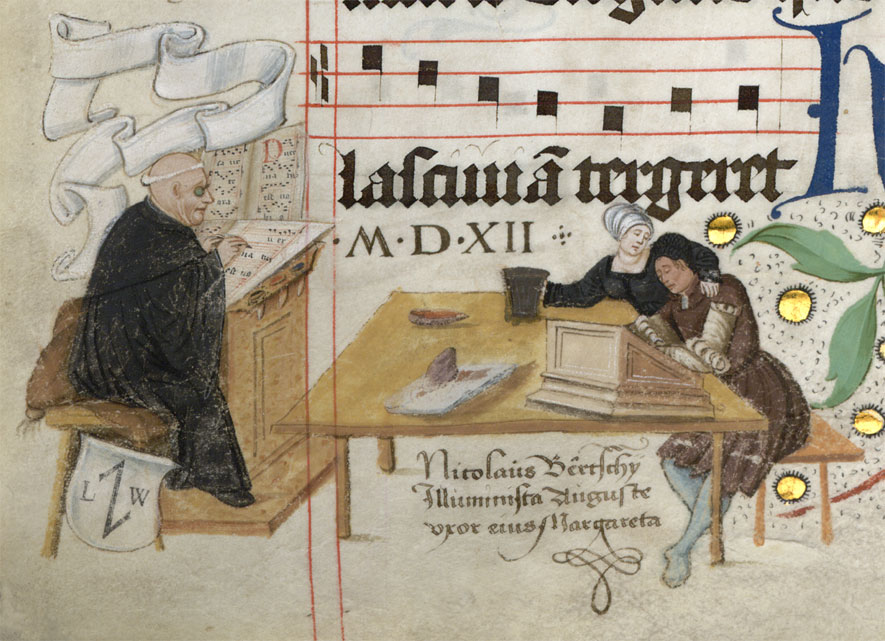
Leonhard Wagner (links) und Nikolaus Bertschi mit Frau

Leonhard Wagner (* 1453 in Schwabmünchen; † 1522 in Augsburg) war der bedeutendste Kalligraph der deutschen Renaissance.
Der auch als „Meister Leonhard“ oder Wirstlin zitierte Mönch legte 1472 die Profess im Benediktinerorden der Augsburger Reichsabtei St. Ulrich und Afra ab und war dort seit ca. 1478 vor allem im Skriptorium beschäftigt. Die Kunst des Schönschreibens lernte er in anderen Klöstern. Im Skriptorium der Reichsabtei verfasste Wagner über 50 Manuskripte und schuf dabei eine besonders prägnante kalligraphische Frakturschrift. Damit gilt er als Schöpfer der ersten reinen „fractura germanica“ (1507).
Von 1502 bis 1506 wirkte er als Subprior des Klosters. Im Frühjahr 1509 unternahm er eine Wallfahrt nach Einsiedeln, von November 1509 bis Januar 1511 hielt er sich im Kloster St. Gallen auf.
Dem deutschen König und späteren Kaiser Maximilian I. war der Mönch besonders verbunden. Das Prachtwerk „Vita Sancti Simperti“, das zudem Illustrationen von Hans Holbein dem Älteren schmücken, entstand im Auftrag des Herrschers. Ihm gewidmet ist das Musterbuch mit über 100 Schriftarten „Proba centum scripturarum una manu exaratarum“, Wagners Meisterwerk aus dem Jahr 1507. Dort sind auch einige von diesem Kalligraphen selbst entwickelte Schriften verewigt.
Nach ihm benannt wurden die Leonhard-Wagner-Schulen in Schwabmünchen.